# Storia dell'Egitto arabo
Dal 640 al 1517 l'Egitto fece parte del mondo arabo. In un primo tempo fu diretto da governatori che agivano per conto dei califfi Omayyadi di Damasco.
Nel 747 gli Ommayadi furono detronizzati e l'unità del mondo arabo si ruppe.
L'Egitto rimase comunque sotto il dominio del Califfato abbaside, i cui sovrani riuscirono a stabilire dinastie semi-indipendenti, come quella tulunide ed ikhshidide. Nel 969 la dinastia fatimide della Tunisia conquistò l'Egitto, stabilendo la propria capitale al Cairo. Questa dinastia ebbe fine nel 1174, quando l'Egitto cadde sotto il dominio di Saladino, la cui dinastia, gli Ayyubidi, durò fino al 1252. Ad essi subentrarono i Mamelucchi, che governarono, sotto la sovranità dei califfi abbasidi, fino al 1517, quando l'Egitto divenne parte dell'Impero ottomano.

## Conquista musulmana dell'Egitto
L'Egitto fu conquistato da 4.000 soldati arabi, distaccatosi dal corpo di spedizione impegnato nella conquista della Siria bizantina.
Il comandante ‘Amr b. al-‘Ās conquistò per prima cosa Pelusium/al-Faramā alla fine di gennaio del 640 e pose quindi l'assedio alla fortezza bizantina di Babilonia (attuale Cairo vecchia) che espugnò dopo circa 7 mesi nell'aprile del 641, fondando nelle sue immediate vicinanze la città di Fustāt (Cairo Vecchia).
Alessandria - la seconda città per importanza dell'Ellenismo dopo la sola Costantinopoli - fu invece presa per accordo, trattato col Patriarca melkita Ciro (Muqawqis in arabo), che consentì senza spargimento di sangue alle comunità non islamiche di praticare la propria fede religiosa e conservare i titoli di proprietà dei propri beni in cambio del pagamento dell'imposta "di protezione" (detta jizya).
Il paese fu eretto a governatorato (wilāya) e tale esso rimase per tutto il periodo califfale omayyade e parte di quello abbaside, epoca in cui fu ampliata Fustāt aggiungendovi il centro di al-‘Askar.

### Periodo tulunide
Per il periodo dall'868 al 904, vedi: Storia dell'Egitto tulunide.

### Periodo ikhshidide
Per il periodo dal 904 al 969, vedi: Storia dell'Egitto ikhshidide.

### Periodo fatimide
Per il periodo dal 969 al 1171, vedi: Storia dell'Egitto fatimide.

### Periodo ayyubide
Per il periodo dal 1171 al 1250, vedi: Storia dell'Egitto ayyubide.

### Periodo Mamelucco
Per il periodo dal 1250 al 1517, vedi: Storia dell'Egitto mamelucco.